# 恥辱之日
《恥辱之日》是由美國遊戲開發工作室New World Interactive開發和發行的多人戰術模擬第一人稱射擊遊戲，遊戲的背景是第二次世界大戰歐洲戰場。《恥辱之日》使用Valve的Source引擎。該遊戲於2017年3月23日在Microsoft Windows、macOS和Linux上發布。
本遊戲中有多種地圖，所有地圖都是基於1941-1945年的西方戰線而設計。於2017年12月21日發佈最後一個遊戲內容更新。